# Moore Haven
Moore Haven és una població dels Estats Units, seu del comtat de Glades, a l'estat de Florida. Segons el cens del 2000 tenia 1.635 habitants.

## Demografia
Segons el cens del 2000, Moore Haven tenia 1.635 habitants, 572 habitatges, i 414 famílies. La densitat de població era de 584,5 habitants/km².
Dels 572 habitatges en un 35% hi vivien nens de menys de 18 anys, en un 48,8% hi vivien parelles casades, en un 14,5% dones solteres, i en un 27,6% no eren unitats familiars. En el 22% dels habitatges hi vivien persones soles el 10,1% de les quals corresponia a persones de 65 anys o més que vivien soles. El nombre mitjà de persones vivint en cada habitatge era de 2,81 i el nombre mitjà de persones que vivien en cada família era de 3,23.
Per edats la població es repartia de la següent manera: un 31,8% tenia menys de 18 anys, un 8,1% entre 18 i 24, un 25,5% entre 25 i 44, un 19,8% de 45 a 60 i un 14,8% 65 anys o més.
L'edat mediana era de 33 anys. Per cada 100 dones de 18 o més anys hi havia 109,2 homes.
La renda mediana per habitatge era de 26.801 $ i la renda mediana per família de 28.542 $. Els homes tenien una renda mediana de 26.615 $ mentre que les dones 20.250 $. La renda per capita de la població era de 12.183 $. Entorn del 19% de les famílies i el 23,8% de la població estaven per davall del llindar de pobresa.

## Poblacions més properes
El següent diagrama mostra les poblacions més properes.